# 莫勒爾 (緬因州)
莫勒爾（英語：Morrill）是一個位於美國緬因州瓦多縣的鎮。

## 人口
根據2020年美國人口普查的數據，莫勒爾的面積為44.16平方千米，當中陸地面積為42.89平方千米，而水域面積為1.27平方千米。當地共有人口971人，而人口密度為每平方千米22人。